# Мирити-Парана
Мирити-Парана (исп. Mirití-Paraná) — муниципалитет на юге Колумбии, в составе департамента Амасонас.

## Географическое положение

Муниципалитет Мирити-Парана

Муниципалитет расположен в северной части департамента. Граничит на севере с муниципалитетом Ла-Виктория, на северо-западе — с территорией департамента Какета, на северо-востоке — с территорией департамента Ваупес, на востоке — с муниципалитетом Ла-Педрера, на юго-востоке — с муниципалитетом Пуэрто-Арика, на юге и западе — с муниципалитетом Пуэрто-Сантандер (южная административная граница проходит по реке Какета). Абсолютная высота поселения Мирити-Парана — 81 метр над уровнем моря.

## Население
По данным Национального административного департамента статистики Колумбии, численность населения муниципалитета в 2012 году составляла 1555 человек.
Динамика численности населения муниципалитета по годам:
| 2005 | 2006 | 2007 | 2008 | 2009 | 2010 | 2011 | 2012 |
| ---- | ---- | ---- | ---- | ---- | ---- | ---- | ---- |
| 1643 | 1628 | 1613 | 1600 | 1587 | 1576 | 1565 | 1555 |

## Транспорт
Сообщение Мирити-Параны с другими муниципалитетами и населёнными пунктами Колумбии осуществляется главным образом по водным путям. Ближайший аэропорт расположен в посёлке Ла-Педрера.